# Luni (Ligurien)
Luni (bis 2017 Ortonovo) ist eine italienische Gemeinde mit 8117 Einwohnern (Stand 31. Dezember 2023) in der Region Ligurien in der Provinz La Spezia.

## Geographie
Luni ist die östlichste Gemeinde Liguriens und liegt am Fuße der Apuanischen Alpen, an der Grenze zu der Region Toskana.
Der Kernort der Gemeinde befindet sich auf einem der Hügel, die die Magraebene begrenzen. Das Gros des Gemeindelandes liegt in dieser Hügelkette, obschon sich ein Teil in der Ebene, im Bereich des antiken Luni, befindet. Auf dem Territorium von Luni steht ebenfalls die Wetterstation von Sarzana Luni, die von der World Meteorological Organization anerkannt wird.
In der Umgebung der Gemeinde befindet sich das historische Borgo di Nicola, welches ebenfalls auf einem Hügel unterhalb der Apuanischen Alpen erbaut wurde.

## Geschichte
In der Nähe liegen die Ruinen der Ausgrabungsstätte von Luna, einer einst römischen Kolonie.
Im Jahr 2017 änderte die Gemeinde ihren bisherigen Namen Ortonovo zu Luni.

## Wirtschaft
Die Wirtschaft basiert auf Handwerk, Landwirtschaft (hauptsächlich dem Anbau von Wein und Oliven) und der Produktion beziehungsweise Weiterverarbeitung von Wein und Pflanzenölen.

## Söhne und Töchter der Gemeinde
- Simone Del Nero (* 1981), Fußballspieler